# Orient
Orient là một từ mang nghĩa là Đông Phương. Đây là một cách gọi truyền thống về bất kì thứ gì thuộc về thế giới phương Đông, hoặc Trung Đông (còn gọi là Cận Đông), hoặc Viễn Đông, trong mối quan hệ với châu Âu.
Trong tiếng Anh, nó phần lớn là một hoán dụ cho (và mang cùng ý nghĩa để chỉ) lục địa châu Á.